# Macario Fernández
Macario Fernández Castro (Santa Cruz de la Palma, 19 de octubre de 1930 - Las Palmas de Gran Canaria, 4 de mayo de 2022) fue un futbolista español que se desempeñaba como delantero.

## Clubes
| Club             | País   | Año       |
| ---------------- | ------ | --------- |
| U. D. Las Palmas | España | 1951-1956 |
| Valencia C. F.   | España | 1956-1957 |
| U. D. Las Palmas | España | 1957-1960 |